# 桃園市政府經濟發展局
桃園市政府經濟發展局（英文：Department of Economic Development, Taoyuan），簡稱「桃園經發局」，係桃園市政府所屬一級機關，綜理桃園市工商登記、工商輔導、產業發展、公用事業及土石採取管理輔導等業務。

## 歷史沿革
- 民國35年1月1日起各縣市政府陸續籌備成立，各縣首長為縣長，下設主任秘書為幕僚，縣政府中分設秘書室、總務科、民政局(科)、財政科、教育科、建設局、警察局等。

其中建設局分設—土木課（股）、工商金融課（股）、農林水產課（股）。（資料來源中華民國99年9月新修桃園縣誌）
- 民國37年建設局分—農林水產、工商金融、土木、水利等4課。
- 民國39年建設局分—農林水產、工商金融、土木、水利、水產等5課。
- 民國40年建設局分—水利課、工商金融課、土木課、水產課、農林課等5課。.
- 民國51年建設局分—都市計畫課、水利課、土木課、工商課等4課。
- 民國71年建設局分—工程隊、建築管理課、都市計畫課、水利課、土木課、工商課、公用事業課等7課。
- 民國84年建設局分—公用事業課、工業課、商業課、觀光課等4課。
- 民國89年建設局分—公用事業課、工業課、商業管理課、商業登記課等4課。
- 民國90年7月建設局分—公用課、工業課、商業登記課、商業管理課等4課。
- 民國92年增設經濟發展局分—產業發展課、公用事業課、工商輔導課、工商登記課等4課。（資料來源：99年9月新修桃園縣誌）
- 民國97年改為工商發展處分—產業發展課、公用事業課、工商輔導課、工商登記課等4課。[3]（資料來源：97年1月14日桃園縣政府組織自治條例）
- 民國100年1月1日改為工商發展局分—產業發展科、公用事業科、工商輔導科、工商登記科等4科。[4]（資料來源：99年10月5日桃園縣政府組織自治條例）
- 民國103年12月25日桃園縣改制直轄市，工商發展局更名經濟發展局

## 組織

### 行政單位
- 秘書室
- 人事室
- 會計室
- 政風室

### 業務單位
- 公用事業科
- 商業發展科（原為工商輔導科）
- 工商登記科
- 產業發展科
- 招商科
- 市場科

## 外部連結
- 桃園市政府經濟發展局 （页面存档备份，存于）（中文）

## 脚注
1. ↑  桃園市政府人事處.  (PDF). 桃園市政府人事處. （原始内容 (PDF)存档于2014-09-14）.
2. ↑  中華民國99年9月新修桃園縣誌
3. ↑  97年1月14日桃園縣政府組織自治條例
4. ↑  99年10月5日桃園縣政府組織自治條例